# Prionopetalum fryeri
Prionopetalum fryeri är en mångfotingart som först beskrevs av Frank Archibald Sinclair Turk 1956.  Prionopetalum fryeri ingår i släktet Prionopetalum och familjen Odontopygidae. Inga underarter finns listade i Catalogue of Life.